# Сестола
Сестола (итал. Sestola) —  коммуна в Италии, располагается в регионе Эмилия-Романья, подчиняется административному центру Модена.
Население составляет 2646 человек, плотность населения составляет 51 чел./км². Занимает площадь 52 км². Почтовый индекс — 41029. Телефонный код — 0536.
Покровителем коммуны почитается святитель Николай Мирликийский, праздник ежегодно празднуется 6 декабря.